# صموئيل دبليو. أوسبورن
صموئيل دبليو. أوسبورن (بالإنجليزية: Samuel W. Osborne)‏ هو صحفي أسترالي، ولد في 1868، وتوفي في 7 مارس 1952 في ميناء بورت بيري في أستراليا.